# Jagdstaffel 23

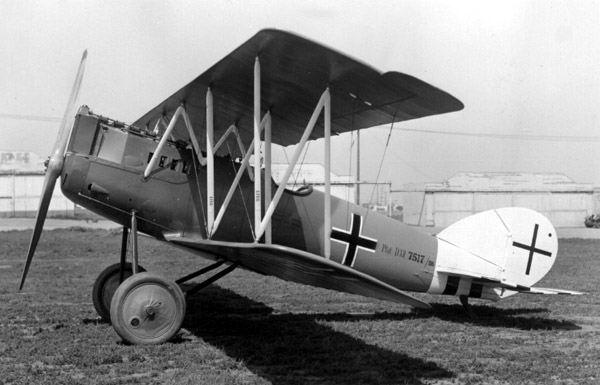
Pfalz D.XII – samolot, który był używany w Jasta 23.

Jagdstaffel 23 – Bayerische Jagdstaffel Nr. 23 – Jasta 23b – jednostka lotnictwa niemieckiego Luftstreitkräfte z okresu I wojny światowej. Z dniem 17 lipca 1917 roku przemianowana na bawarską.

## Informacje ogólne
Jednostka została utworzona w bazie Armee-Flug-Park Strantz w Hesji, w październiku 1916 roku. Organizację eskadry powierzono ówczesnemu dowódcy Kasta 12 kapitanowi Paul Backhaus. 1 stycznia 1917 roku została skierowana na front w okolice Mars-la-Tour. Od czerwca do listopada 1917 roku eskadra przydzielona była do 5 Armii i stacjonowała na lotnisku w Jametz. W okresie od 4 lutego do 15 marca 1918 roku wchodziła w skład Jagdgruppe 4 i operowała w obrębie działań 17 Armii i stacjonowała w Aniche. Po rozwiązaniu JGr4 Jasta 23 została włączona do nowo utworzonej jednostki taktycznej Jagdgruppe 9.
Od 3 października 1918 roku Jasta 23 została włączona do jednostki taktycznej Jagdgeschwader 4 pod dowództwem Eduarda Ritter von Schleicha.
W całym okresie swojej działalności operowała na froncie zachodnim. Eskadra walczyła przede wszystkim na samolotach Albatros D.I, Pfalz D.XII i LFG Roland D.VIa
Jasta 23 w całym okresie wojny odniosła 54 zwycięstwa nad samolotami wroga oraz zestrzeliła 12 balonów wroga. W okresie od lutego 1917 do listopada 1918 roku jej straty wynosiły 14 zabitych w walce, 1 zabity w wypadkach lotniczych, 9 rannych oraz 2 w niewoli. Pierwszą ofiarę poniosła 3 maja 1917 roku.
Łącznie przez jej personel przeszło 11 asów myśliwskich: Otto Kissenberth (13), Friedrich Ritter von Röth (10), Eduard Ritter von Schleich (10), Michael Hutterer (8), Heinrich Seywald (6), Albert Haussmann (3), Theodor Rumpel (3), Max Gossner (2), Albert Dietlen (1), Johannes Janzen (1), Karl Schattauer (1).

## Dowódcy Eskadry
| Stopień   | Nazwisko         | Okres                   |
| --------- | ---------------- | ----------------------- |
| Porucznik | Paul Backhaus    | 17.11.1916 – 04.08.1917 |
| Porucznik | Otto Kissenberth | 04.08.1917 – 29.05.1918 |
| Porucznik | Heinrich Seywald | 02.06.1918 – 29.06.1918 |
|           | Fritz Krautheim  | 02.07.1918 – 19.07.1918 |
| Porucznik | Heinrich Seywald | 01.11.1918 – 11.11.1918 |